# プロデューサー (テレビドラマ)
『プロデューサー』（朝: 프로듀사）は、韓国KBSにて2015年5月15日から2015年6月20日まで放送されたテレビドラマ。全12話。
ドラマ全編の動画がKBSの公式ウェブサイトで無料で公開されている。

## あらすじ
大学時代、好意を寄せていた先輩がKBS芸能局に入社したことをきっかけにKBSへ入ったペク・スンチャン（キム・スヒョン）。出勤初日から誤解によってミスを起こし、芸能局の女王蜂タック・イェジン（コン・ヒョジン）に目を付けられてしまい…。

## キャスト

### 主要人物
ラ・ジュンモ：チャ・テヒョン
バラエティ番組担当中堅プロデューサー
タック・イェジン：コン・ヒョジン
音楽番組担当中堅プロデューサー
ベク・スンチャン：キム・スヒョン
新人プロデューサー
シンディ：IU
人気歌手

### 特別出演
- パク・ジニョン[9]
- ソンミ
- チョ・グォン（2AM）
- ニックン（2PM）
- ユン・ヨジョン[10]
- ファン・シネ
- クム・ボラ
- ヒョニョン
- ユ・ヒヨル
- チャン・ヒョク[11]
- チョ・ユニ
- テヨン（少女時代）
- ティファニー（少女時代）
- ソヒョン（少女時代）
- DARA（2NE1）[12]
- カン・スンユン（WINNER）[13]
- ハニ（EXID）
- ミヌ（BOYFRIEND）[14]
- ジス（BLACKPINK）
- イ・スンギ[15]

- Ara[16]

- リョウク（SUPER JONIOR）[17]
- パク・ボゴム
- K.will
- チョン・ジュニョン[18]
- ロイ・キム

## スタッフ
- 脚本：パク・ジウン
- 演出：ピョ・ミンス、ソ・スミン

## 賞とノミネート
| 年度 | 賞                        | 部門                         | 受賞者                                         | 結果       | 参考   |
| ---- | ------------------------- | ---------------------------- | ---------------------------------------------- | ---------- | ------ |
| 2015 | 第8回コリアドラマアワード | 大賞                         | キム・スヒョン                                 | 受賞       | [ 19 ] |
| 2015 | 第8回コリアドラマアワード | ドラマ賞                     | プロデューサー                                 | ノミネート |        |
| 2015 | 第8回コリアドラマアワード | 演出賞                       | ピョ・ミンス、ソ・スミン                       | 受賞       |        |
| 2015 | 第8回コリアドラマアワード | 優秀女優賞                   | IU                                             | ノミネート |        |
| 2015 | 第8回コリアドラマアワード | 韓流スター賞                 | キム・スヒョン                                 | 受賞       |        |
| 2015 | 第4回APANスターアワード   | 大賞                         | キム・スヒョン                                 | 受賞       |        |
| 2015 | 第4回APANスターアワード   | ミニシリーズ部門最優秀俳優賞 | キム・スヒョン                                 | ノミネート |        |
| 2015 | 第4回APANスターアワード   | ミニシリーズ部門最優秀女優賞 | コン・ヒョジン                                 | ノミネート |        |
| 2015 | 第4回APANスターアワード   | ミニシリーズ部門優秀女優賞   | IU                                             | ノミネート |        |
| 2015 | KBS演技大賞               | 大賞                         | キム・スヒョン                                 | 受賞       |        |
| 2015 | KBS演技大賞               | ミニシリーズ部門最優秀俳優賞 | キム・スヒョン                                 | ノミネート |        |
| 2015 | KBS演技大賞               | ミニシリーズ部門最優秀女優賞 | コン・ヒョジン                                 | ノミネート |        |
| 2015 | KBS演技大賞               | ミニシリーズ部門優秀俳優賞   | チャ・テヒョン                                 | 受賞       |        |
| 2015 | KBS演技大賞               | ミニシリーズ部門優秀俳優賞   | キム・スヒョン                                 | ノミネート |        |
| 2015 | KBS演技大賞               | ミニシリーズ部門優秀女優賞   | コン・ヒョジン                                 | ノミネート |        |
| 2015 | KBS演技大賞               | ミニシリーズ部門優秀女優賞   | IU                                             | ノミネート |        |
| 2015 | KBS演技大賞               | ネチズン賞                   | キム・スヒョン                                 | 受賞       |        |
| 2015 | KBS演技大賞               | 人気俳優賞                   | キム・スヒョン                                 | ノミネート |        |
| 2015 | KBS演技大賞               | 人気女優賞                   | コン・ヒョジン                                 | ノミネート |        |
| 2015 | KBS演技大賞               | 人気女優賞                   | IU                                             | ノミネート |        |
| 2015 | KBS演技大賞               | ベストカップル賞             | キム・スヒョン、チャ・テヒョン、コン・ヒョジン | 受賞       |        |
| 2015 | KBS演技大賞               | ベストカップル賞             | チャ・テヒョン＆コン・ヒョジン                 | ノミネート |        |
| 2015 | KBS演技大賞               | ベストカップル賞             | キム・スヒョン＆コン・ヒョジン                 | ノミネート |        |
| 2015 | KBS演技大賞               | ベストカップル賞             | キム・スヒョン＆IU                             | ノミネート |        |

## 日本での放送

### 放送局
- DATV（2015年）[20]
- 衛星劇場（2016年）[21]
- BS11（2016年）[22]
- フジテレビTWO（2017年）[23]
- サンテレビ（2021年）[24]
- テレビ大阪（2025年）[25]

### 配信
- U-NEXT
- TSUTAYA TV
- dTV
- FOD
- Hulu